# Livekarusellen
Livekarusellen är en svensk rikstäckande musikturné för oetablerade artister. Arrangör är Studiefrämjandet i samarbete med landets fritidsgårdar och lokala arrangörer. Syftet är låta oetablerade artister spela live, få feedback och utvecklas som musiker och scenpersonligheter. 
Livekarusellen, före 2012 Rockkarusellen, startade 1987 och var länge Sveriges största turné och musiktävling. Som mest deltog årligen 600 artister fördelade på 400 spelningar. Sedan några år[när?] har tävlingsmomentet tonats ned och fokus ligger istället på artisternas individuella utveckling samt att ge och få konstruktiv feedback.